# Wapol
Wapol er en karakter fra animeen og mangaen One Piece.

## Personlighed og bekendtskaber
Wapol var engang prins af regionen og efterfulgte sin far (en elsket konge af Drums indbyggere) som monark, da hans far døde. Wapol viste sig at være en forkælet og korrupt konge. Før Wapols magt besad kongeriget Drum de mest talrige og dygtige læger på Grand Line.
Wapol tror, at han er mere vigtig end alle andre i kongeriget. Han har ikke tid til, og er fuldstændig ligeglad med, politiske begivenheder, der påvirker verden udenfor hans land, såsom Dragons fremgang. Han udviser også stor mangel på diplomati, når han har at gøre med andre konger.

## Historie

### Wapol får magt
Kong Wapol er den tidligere hersker af kongeriget Drum (nu kongeriget Sakura), opkaldt efter de trommeformede bjerge, som hans slot ligger på. Wapol forviste alle læger fra landet, undtagen 20, som han valgte personligt til sig selv. Lægerne blev tvunget til at være Wapols slaver, da han troede, at han kunne kontrollere Drums indbyggere ved at tvinge dem til at bede ham om medicinsk behandling. Kun to andre læger, Bader og Kuleha, undslap Wapols greb.
Wapol lagde snart en fælde for Bader, som kort efter at have spist Tony Choppers giftige svamp modtag en besked, hvor der stod, at Wapols læger var dødeligt syge. I bekymring for Drums eneste ¨rigtige¨ læger tog Bader til slottet, hvor han fandt ud af, at lægerne havde det fint og det alt sammen havde været en plan lagt af Wapol for at fange ham. I stedet for at frygte for sit liv udtrykkede Bader lettelse over, at lægerne havde det fint og erklærede, at hverken en dødelig sygdom, pistol eller giftig svamp kan dræbe en mand; han kan kun dø rigtigt, når han bliver glemt. Han drak derefter en væske, som fik hans krop til at eksplodere, mens han råbte, at han havde haft et genialt liv.
Dalton, Wapols soldatleder, blev rasende over Wapols behandling af Bader og vendte sig mod ham, mens han råbte, at der ingen medicin ville være mod Wapols dumhed. Wapol smed ham derefter i fængslet.

### Wapol flygter i frygt
Wapol fortsatte med at herske tyrannisk over kongeriget Drum indtil Blackbeard viste sig. Denne kraftfulde pirat raserede hele kongeriget og Wapol, som den kujon han er, forviste sit land og flygtede ud på havet. I følge Dalton var det Wapol, der var allerhurtigst om at flygte. Siden da har Wapol rejst i en ubåd sammen med sine underordnede. 
Dalton holdt landet sammen efter Blackbeards afgang og hjalp til i kampen mod Wapol, da Wapol vendte tilbage. I taknemmelighed udnævnte Drums folk ham til konge og omdøbte kongeriget til Sakura.

### Kampen mod Ruffy
På et tidspunkt spiste Wapol Grumf-grumf-frugten, som lader ham spise næsten alting (selv ham selv for at lade ham slanke sig). Wapol bruger denne kraft mange gange mod Monkey D. Ruffy (f.eks. sluger han sine to underordnede for at fusionere dem til en kriger og skyder bomber fra sine pistolarme). Han prøver også at spise alle våben i sit våbenkammer for at forvandle sig selv til et supermenneske. Uheldigvis (eller heldigvis; afhænger af synspunktet) stjæler Nami nøglen fra ham, da hun bliver fanget af ham.
Til sidst bliver Wapol sendt langt væk fra kongeriget med en forbedret version af gum-gum-bazookaen.

### Den forvænte konges skæbne
Efter dette tog Wapol rundt på Grand Line og spiste forskellige ting. Efter lang tid som vagabond accepterede Wapol sin skæbne og opgav at få Drum tilbage igen. Han begyndte i stedet at bruge sine djævlekræfter til at producere legetøj ved at sluge affald. Mange børn var vilde med dette legetøj og en berømt videnskabsmand opdagede et nyt metal, som var et biprodukt ved legetøjsproduktionen, så Wapol blev verdensberømt. Wapol fik langsomt mere og mere status, berømmelse og rigdom. Til sidst giftede han sig med ingen andre end One Pieces Miss Universe, og er nu rigere end han nogensinde kunne blive som konge i Drum.